# Бирута, Венсан
Венсан Бирута (руанда , фр. и англ. Vincent Biruta; род. 19 июля 1958, Руанда) — руандский государственный и политический деятель, дипломат. Бывший министр иностранных дел, министр здравоохранения и сенатор Руанды. Лидер Социал-демократической партии Руанды.

## Биография
Венсан родился 19 июля 1958 года в Руанде. В детстве интересовался медициной, поэтому он получил медицинское образование и стал квалифицированным врачом.

## Карьера
Начал политическую карьеру в 1997 году, после геноцида в Руанде. С 1997 по 1999 занимал должность министра здравоохранения. С 1999 по 2000 год занимал должность министра транспорта и коммуникаций.
Венсан был президентом Переходной национальной ассамблеи с января 2000 по 2003 год. С августа 2003 года по октябрь 2011 года он был первым президентом Сената Руанды.
В декабре 2011 года он был назначен министром образования, проработав на этом посту до июля 2014 года. В этом же году он был назначен министром природных ресурсов.
Бирута занимал пост министра окружающей среды с 31 августа 2017 года до своего назначения министром иностранных дел в 2019 году.
12 июня 2024 года был снят с должности министра иностранных дел и перешёл в МВД.

## Работа в МИДе
Вступил в должность 4 ноября 2019 года.
В 2022 году посетил дипломатический форум Антальи.
В июля 2023 года посетил Россию в ходе саммита Россия — Африка.
В июне 2024 года посетил мирную конференция по Украине. 